# Орёл, Иван Яковлевич
Иван Яковлевич Орёл (1914—1944) — капитан Рабоче-крестьянской Красной Армии, участник Великой Отечественной войны, Герой Советского Союза (1944).

## Биография
Иван Орёл родился 8 февраля 1914 года в селе Клещинцы (ныне — Золотоношский район Черкасской области Украины). После окончания пяти классов школы работал в колхозе. В 1936 году Орёл был призван на службу в Рабоче-крестьянскую Красную Армию. В 1942 году он окончил артиллерийские курсы. С февраля 1943 года — на фронтах Великой Отечественной войны. К лету 1944 года капитан Иван Орёл командовал батареей 40-го стрелкового полка 102-й стрелковой дивизии 48-й армии 1-го Белорусского фронта. Отличился во время освобождения Белорусской ССР.
Батарея Орла успешно переправилась через реку Друть и приняла активное участие в разгроме противника и захвате плацдарма, только за первый день боёв уничтожив 1 артиллерийское орудие, 2 пулемёта и около роты пехотинцев. На следующий день противник предпринял большое количество контратак. В критический момент боя Орёл заменил собой выбывшего из строя наводчика одного из орудий и лично подбил вражеский танк. Оставшись без боеприпасов в ходе наступления с плацдарма, Орёл поднял свою батарею в атаку, освободив деревню Воротынь Бобруйского района Могилёвской области и взяв в плен 23 вражеских солдата. 27 июня 1944 года батарея поддерживала стрелковые части в боях за мосты через реку Ола, перерезав пути отхода противнику и ведя по нему огонь. В том бою Орёл погиб. Похоронен в братской могиле в Воротыни.
Указом Президиума Верховного Совета СССР от 25 сентября 1944 года за «образцовое выполнение боевых заданий командования и проявленные при этом мужество и героизм» капитан Иван Орёл посмертно был удостоен высокого звания Героя Советского Союза. Также был награждён орденом Ленина и медалью.